# Sia pinguis
Sia pinguis är en insektsart som först beskrevs av Walker, F. 1869.  Sia pinguis ingår i släktet Sia och familjen Stenopelmatidae. Inga underarter finns listade i Catalogue of Life.